# Dźajpalguri
Dźajpalguri (ang. Jalpaiguri, wym. [ʤælpaɪˈgʊəri] lub Jaipalguri; beng. জলপাইগুড়ি trl. Jôlpāiguṛi; hindi जलपाईगुड़ी, trl. Jalpāīguṛī; nep. जलपाईगुडी) – stolica i największe miasto dystryktu Dźajpalguri w Indiach. Jest ono położone nad brzegiem rzeki Tista, w historycznym regionie Dooars, pomiędzy Himalajami a równinami Bangladeszu.

## Położenie
Dźajpalguri leży w północno-wschodnich Indiach, na prawym brzegu rzeki Tista, w wąskim przesmyku pomiędzy Himalajami i Bhutanem a Bangladeszem. Współrzędne geograficzne Dźajpalguri to: 26,52°N; 88,73°E. Miasto jest położone mniej więcej na wysokości 75 m n.p.m., a jego powierzchnia wynosi 12,97 km².
Miasto Dźajpalguri jest stolicą i największym miastem dystryktu Dźajpalguri położonego w regionie Bengal Północny (ang. North Bengal), północnej części indyjskiego stanu Bengal Zachodni (ang. West Bengal).

## Środowisko naturalne

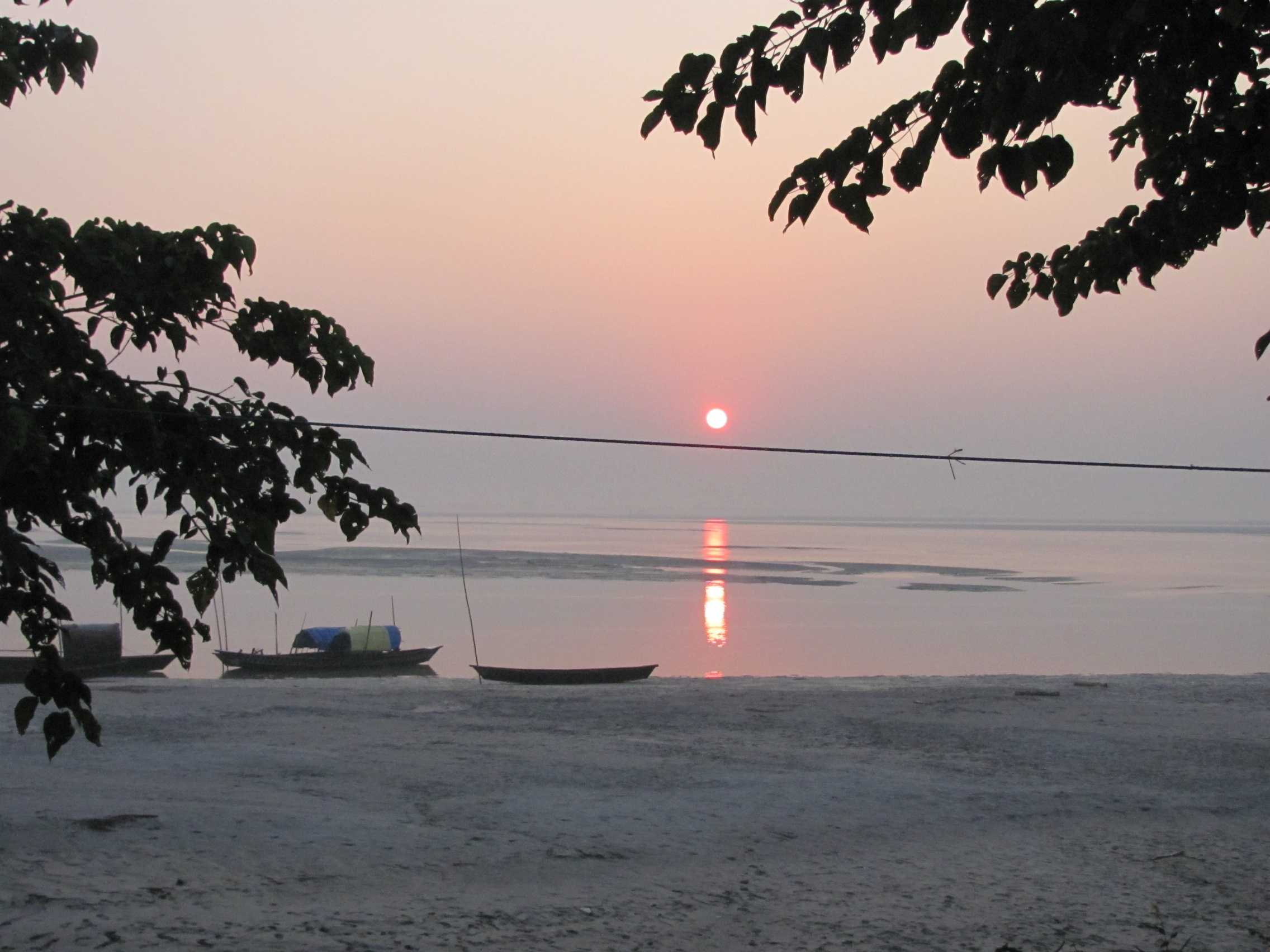
Rzeka Tista w Dźajpalguri

Dźajpalguri leży na drobno- i średnioziarnistych osadach fluwialnych zdeponowanych przez Tistę. Zostały one naniesione w holocenie i utworzyły ok. 200-300-metrowej miąższości warstwę o wyraźnej stratyfikacji wewnętrznej (wynikającej z różnych warunków sedymentacji poszczególnych epizodów osadzania materiału). Rzeźba terenu Dźajpalguri i jego okolicy składa się przede wszystkim z niewielkich wzgórz poprzecinanych potokami oraz ułożonymi południkowo dolinami wypływających z Himalajów rzek.
Dźajpalguri leży w oddziaływaniu klimatu subtropikalnego w strefie klimatów umiarkowanych ciepłych. W klasyfikacji klimatów Köppena jest on oznaczony jako Cwa. Najcieplejszym miesiącem jest sierpień ze średnią temperaturą 27,9 °C, najchłodniejszy jest styczeń ze średnią temperaturą 16,9 °C. Średnie opady w roku wynoszą 3242 mm (lub według innych źródeł 3508 mm albo 3160 mm). Największe są w lipcu (819 mm), najmniejsze w grudniu (2 mm). Średnia wilgotność względna powietrza wynosi 82%.

## Historia
Najstarsze wzmianki o obszarze dzisiejszego Dźajpalguri są zawarte w Mahabharacie i dotyczą X w. p.n.e. Wspomniany jest tam potężny król Bhagadatta, który brał udział w wojnie Kurukszetra. Władał on królestwem Pragjyotisha, które rozciągało się u podnóża Himalajów, od rzeki Brahmaputry aż po Nepal. Dalsza historia tego obszaru przez długie wieki była związana z Królestwem Kamarupa. Obszar ten był zwany Duars lub Dooars, co znaczy drzwi lub przejście pomiędzy Bhutanem a dolinami rzecznymi. W średniowieczu obszar Dźajpalguri był centrum królestwa Kamata (od XVI w. również nazywanym królestwem Koch). W czasach nowożytnych był on także częścią Bhutanu. Brytyjczycy przejęli kontrolę nad Dooars w 1865 r. Wschodnią część regionu dołączono do dystryktu Goalpara w Assamie, zachodnią zaś w 1869 r. wydzielono jako nowy dystrykt Dźajpalguri.
Miasto Dźajpalguri (ang. Jalpaiguri Municipality) powstało w 1885 r., kiedy to istniejące wcześniej miasteczko osiągnęło populację prawie 8 tys. mieszkańców. Rozrost plantacji herbaty w okolicy oraz strategiczne położenie w pobliżu granic z Buthanem i Bangladeszem sprzyjało powstaniu efektywnej administracji lokalnej, która dbała o rozwój ekonomiczny i bezpieczeństwo okolicy. Miasto zwiększyło swoją powierzchnię w 1967 r. i 1995 r.
Istnieją dwa wytłumaczenia nazwy Dźajpalguri. Pierwsze z nich tłumaczy, że nazwa pochodzi z języka bhutanskiego, gdzie je-le-pe-go-ri oznacza miejsce, gdzie handluje się ciepłymi ubraniami, co sugeruje handlową funkcję miejscowości. Drugie tłumaczenie łączy słowa „Jalpai”, co znaczy drzewo oliwne, i „Guri”, co znaczy miejsce.

## Demografia
Miasto Dźajpalguri, według spisu statystycznego z 2011 r. liczyło 107 341 mieszkańców, 53 708 mężczyzn i 53 633 kobiet. Gęstość zaludnienia wynosiła 8276 osób/km², współczynnik wzrostu populacji wynosił 7% w przeciągu 10 lat. Dzieci w wieku 0–6 lat stanowiły 7,8%. Na 1000 mężczyzn przypadało 999 kobiet, co jest wartością wyższą od średniej dla całego stanu, gdzie na 1000 mężczyzn przypadało tylko 950 kobiet. Analfabetami było 9,36% społeczności miasta (w całym stanie było to 23,74% ludności), 6,86% mężczyzn i 11,85% kobiet. Pracowało lub prowadziło własny biznes 29 597 mężczyzn i 7694 kobiet.
22,14% populacji miasta należało do tzw. zarejestrowanych kast (ang. Scheduled Castes), 0,91% należało do tzw. zarejestrowanych plemion (ang. Scheduled Tribes), czyli grup społecznych o najniższym statusie.
Najczęściej używanymi językami w Dźajpalguri są bengalski, hindi, angielski, sadri (nagpuri) i bidżori.

## Gospodarka

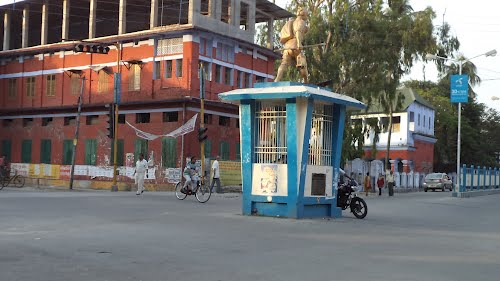

Gospodarka regionu oraz miasta Dźajpalguri, będącego jego zapleczem, opiera się na głównie na przemyśle drzewnym, plantacjach herbaty i turystyce (jest ona określana jako trzy „T”: ang. Tea, Timber and Tourism).
Najważniejszym elementem gospodarki regionu są plantacje herbaty. Odkąd Brytyjczycy rozpoczęli uprawę krzewów herbacianych, bardzo szybko stało się to podporą gospodarki Dźajpalguri, dając zatrudnienie zarówno miejscowym, jak i napływającym z całych Indii pracownikom i przyczyniając się do rozwoju miasta. Walory przyrodnicze przedpola Himalajów oraz bliskość samych gór przyciągają turystów, do obsługi których prężnie się rozwinął przemysł turystyczny. Stosunkowo duża ilość lasów w dystrykcie jest podstawą dla przemysłu drzewnego. Znaczna część pozyskanego drewna służy do produkcji mebli w wielu rozmieszczonych w mieście niewielkich manufakturach.

## Transport

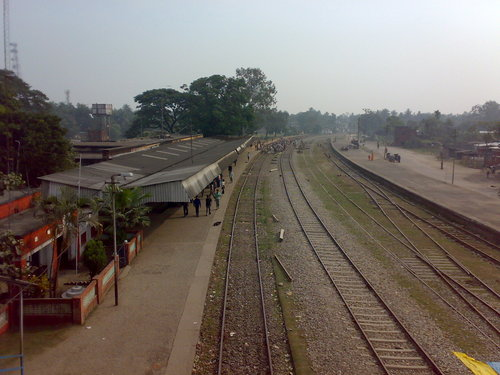
Stacja kolejowa Dźajpalguri

Ze względu na strategiczne położenie sieć transportowa w dystryktach Dardżyling i Dźajpalguri ma duże znaczenie dla łączenia wschodnich stanów z resztą Indii, a także dla sąsiednich krajów, takich jak Nepal, Bhutan i Bangladesz.
Najbliższym lotniskiem, leżącym ok. 50 km od Dźajpalguri, jest port lotniczy Bagdogra. Zapewnia on połączenia m.in. z Delhi, Kolkatą i Gauhati. W samym Dźajpalguri jest kilka lokalnych stacji kolejowych, takich jak Jalpaiguri Station lub Jalpaiguri Road Station, które zapewniają połączenia kolejowe z innymi częściami kraju. Dużo większe znaczenie dla połączeń kolejowych z praktycznie całymi Indiami ma dworzec kolejowy New Jalpaiguri położony na obrzeżach Śiliguri, ok. 40 km od Dźajpalguri, który jest jednym z najważniejszych węzłów kolejowych w Indiach. Transport zbiorowy w obrębie dystryktu, do sąsiednich dystryktów lub do Sikimu zapewniają połączenia autobusowe obsługiwane zarówno przez NBSTC (North Bengal State Transport Corporation), jak i mniejszych, prywatnych operatorów. W obrębie miasta i najbliższej okolicy bardzo popularnym środkiem transportu są autoriksze i riksze rowerowe. Na postojach taksówek można wynająć auto z kierowcą.

## Kultura
Bogata historia oraz rozwój ekonomiczny regionu powodujący napływ imigrantów z różnych części Indii skutkowały powstaniem w mieście różnorodnej, kosmopolitycznej kultury.
Dźajpalguri jest znane z wielu festiwali. Są to zarówno ponadregionalne festiwale z okazji religijnych świąt hinduskich, jak i lokalne, ludowe festiwale szeroko czerpiące z etnicznej/plemiennej kultury danego regionu. Do ważniejszych można zaliczyć (nazwy w języku angielskim): Durga Puja (pol. Durgapudźa), Kali Puja, Jalpesh Festival, Teesta Burir Puja, Manosha Puja i Hutt Ghurni.

## Religia
Według spisu powszechnego z 2011 r. zdecydowana większość, bo 96,16% ludności, wyznaje hinduizm. Na drugim miejscu są muzułmanie, których jest 2,94%. Kolejne grupy wyznaniowe to: chrześcijanie – 0,42%, buddyści – 0,35%, wyznawcy dźinizmu – 0,06% i sikhowie – 0,03%.